# Cavéoline
Les cavéolines forment une famille de protéines membranaires constitutives des cavéoles et impliquées dans le phénomène d'endocytose.

## Isoformes
Les cavéolines existent sous plusieurs isoformes, 
1. les cavéolines-1 (en) (CAV1), abondante dans le système nerveux ; dans les cellules de Schwann et dans les tissus non axonaux[1] ;
2. les cavéolines-2 (en) (CAV2), fortement exprimées dans les cellules épithéliales et les fibroblastes ;
3. la cavéoline-3 (en) (CAV3) spécifique du tissu musculaire.

## Rôles dans le domaine médical

### Cancer
Des anomalies dans les fonctions des cavéolines sont impliquées à la fois dans la suppression des tumeurs et dans l'oncogenèse.

### Maladies cardio-vasculaires
Les cavéolines jouent un rôle important dans le développement de l'athérosclérose. De plus la cavéoline-3 est associée au syndrome du QT long.

### Maladies neuromusculaires
La caveoline-3 a été impliquée dans le développement de certains types de dystrophie musculaire (dystrophie musculaire des ceintures).

### Traitement de la douleur
On sait que les ondes électriques et mécaniques interagissent entre elles lors de l'excitation de  la membrane axonale. Ce fait pourrait avoir un intérêt dans la lutte contre la douleur « faisant du découplage des signaux électromécaniques une cible intéressante dans le traitement de la douleur. Ce découplage peut être réalisé soit par perturbation directe des ondes mécaniques de surface dans la membrane axonale, soit par déplacement de l'état thermodynamique de cette membrane loin de son point de transition de phase. Les deux effets peuvent être efficacement réalisés grâce à l'application des ondes ultrasonores à très haute fréquence ». la cavéoline-1 pourrait devenir une cible de plus pour les ultrasons utilisés contre la douleur, via l'échographie à très haute fréquence.